# Mistrovství Československa jednotlivců na klasické ploché dráze 1968
Mistrovství Československa jednotlivců na klasické ploché dráze 1968 se skládalo ze 6 závodů.

## Závody
Z1 = Olomouc – 18. 5. 1968
Z2 = Cheb – 8. 6. 1968
Z3 = Divišov – 9. 6. 1968
Z4 = Praha-Spořilov – 15. 6. 1968
Z5 = Polepy – 16. 6. 1968
Z6 = ?? – 14. 7. 1968

## Celkové výsledky
| Pořadí | Jméno             | Klub              | Body | Body celkem |
| ------ | ----------------- | ----------------- | ---- | ----------- |
| 1.     | Jan Holub         |                   |      | 32          |
| 2.     | Luboš Tomíček     | Rudá hvězda Praha |      | 32          |
| 3.     | Antonín Šváb      |                   |      | 25          |
| 4.     | František Ledecký | Rudá hvězda Praha |      | 22          |
| 5.     | Jaroslav Volf II  | Ústí nad Labem    |      | 18          |
| 6.     | Miloslav Verner   | Praha             |      | 17          |
| 7.     | Antonín Kasper    | Praha             |      | 14          |
| 8.     | Václav Verner     | Praha             |      | 13          |
| 9.     | Karel Průša       | Ústí nad Labem    |      | 9           |
| 10.    | Stanislav Kubíček |                   |      | 7           |
| 11.    | Miloslav Wagner   | Praha             |      | 6           |
| 12.    | Jaroslav Machač   | Rudá hvězda Praha |      | 5           |
| 13.    | Richard Janíček   | Rudá hvězda Praha |      | 3           |
| 14.    | Miroslav Šmíd     | Plzeň             |      | 3           |
| 15.    | Bedřich Mareš     | Pardubice         |      | 2           |
| 16.    | Bohumír Bartoněk  | Praha             |      | 0           |

Body
1. místo – 12 bodů
2. místo – 10 bodů
3. místo – 8 bodů
4. místo – 7 bodů
5. místo – 6 bodů
6. místo – 5 bodů
7. místo – 4 body
8. místo – 3 body
9. místo – 2 body
10. místo – 1 bod
Započítávaly se 3 nejlepší výsledky.